# Dytiscus krausei
Dytiscus krausei is een keversoort uit de familie waterroofkevers (Dytiscidae). De wetenschappelijke naam van de soort is voor het eerst geldig gepubliceerd in 1931 door H.J.Kolbe.